# Sophie de Lafont
Sophie de Lafont, née Dubuisson (en russe : Sophia Ivanovna de Lafon, Софья Ивановна де Лафо́н), le 8 (19) août 1717 en France et morte le 9 (20) août 1797 à Saint-Pétersbourg, est la fondatrice de l'institut Smolny pour l'instruction des jeunes filles de la noblesse. Elle avait le rang de dame de la suite (stats-dama) de Sa Majesté Impériale.

## Biographie
Elle naît en France dans une famille huguenote chassée de France par la révocation de l'édit de Nantes et installée à Saint-Pétersbourg dans le négoce du vin. Son père, Jean Dubuisson, ouvre un des premiers hôtels de voyageurs de la ville, fondée en 1703. Elle épouse à l'âge de quinze ans le général Guillaume de Lafont, d'origine française et au service de l'Armée impériale russe; mais bientôt il perd la raison et meurt la laissant avec deux filles en bas âge et sans ressources.
Ses talents d'éducatrice sont remarqués par Ivan Betskoï (1704-1795), grand réformateur de l'instruction en Russie et proche de la cour. Il l'encourage à fonder en 1764 l'institut Smolny avec l'accord de l'impératrice Catherine la Grande. Ce pensionnat est destiné à former l'élite féminine de la noblesse russe, à l'image des demoiselles de Saint-Cyr en France. Elle le dirige pendant plus de trente ans. Madame de Lafont est élevée au rang de dame de la Suite en 1796. Elle reçoit l'ordre de Sainte-Catherine (petite-croix), le jour du couronnement de Paul Ier.
Madame de Lafont est enterrée au cimetière luthérien de Saint-Pétersbourg, mais sa tombe a disparu.
Le 30 juillet 1854, une rue Lafont et une place Lafont (aujourd'hui place de la Dictature du prolétariat) en face de l'institut Smolny, sont baptisées de son nom.